# ワイン恋物語
『ワイン恋物語』（ワインこいものがたり）は、スターダストレビュー34枚目のシングル。1998年10月21日に発売された。

## 収録曲
全作曲：根本要 編曲：光田健一
1. ワイン恋物語
作詞：渡辺なつみ　
テレビ東京系『ワイン娘恋物語』テーマ
読売テレビ『気分は18歳未満』エンディング・テーマ
2. ジャスミン
作詞：根本要/渡辺なつみ
3. ワイン恋物語（Instrumental）